# José María Velasco Ibarra
José María Velasco Ibarra (ur. 19 marca 1893 w Quito, zm. 30 marca 1979 tamże) – ekwadorski prawnik i polityk. Był pięć razy prezydentem Ekwadoru w latach 1934–1935, 1944–1947, 1952–1956, 1960–1961 oraz 1968–1972.

## Życiorys
Urodził się w 1893 w zamożnej rodzinie, otrzymał wszechstronne wykształcenie. Studiował m.in. na Sorbonie w Paryżu. Jako polityk większą wagę przywiązywał do programów niż partyjnych zależności. Dużo uwagi poświęcał też kwestiom uczciwości i moralności w polityce. W 1933 uzyskał mandat deputowanego i został przewodniczącym parlamentu. Zdecydowanie występował przeciwko prezydentowi Juanowi Merze, któremu zarzucał fałszerstwa wyborcze. Po usunięciu Mery przez parlament, Valesco Ibarra stanął do nowych wyborów na czele koalicji zrzeszającej liberałów i konserwatystów. Odniósł w nich zwycięstwo. Koalicja, która utorowała mu drogę do władzy rozpadła się po wyborach, Ibarze udało się utrzymać na tym stanowisku tylko jedenaście miesięcy. Po ustąpieniu z urzędu prezydenta Ibarra udał się na emigrację do Kolumbii. Jednak rządy jego następcy Carlosa Arroyo wzbudziły niezadowolenie społeczeństwa, a w kraju doszło do zamieszek pod hasłami powrotu Ibarry. W tej sytuacji w 1944 Arroyo po nieudanej próbie stłumienia antyrządowej demonstracji podał się do dymisji, a prezydentem ogłoszono Ibarrę, który otrzymał poparcie koalicji partii politycznych, ale tym razem bez liberałów. Jednak Ibarra został szybko obalony w wyniku zamachu stanu i zmuszony do emigracji. Tym razem wyjechał do Argentyny. W 1952 powrócił do kraju i znów wziął udział w wyborach poparty przez szeroką koalicję partii politycznych z konserwatystami i liberałami na czele. Odniósł zdecydowane zwycięstwo i tym razem rządził pełną czteroletnią kadencję. Przeprowadził wiele istotnych reform, ograniczył wydatki administracji oraz ustabilizował sytuację gospodarczą. Zainicjował też program robót publicznych. W 1956 po zakończeniu kadencji ustąpił ze stanowiska, ponieważ ówczesne przepisy prawne uniemożliwiły mu ponowny udział w wyborach.
Cztery lata później, w 1960 znowu wsparty przez liberałów i konserwatystów, ponownie stanął do wyborów i je wygrał. Jednak poparcie, jakiego udzielił przywódcy Kuby Fidelowi Castro spowodowało wybuch konfliktu między nim a popierającymi go dotąd partiami. Ostatecznie prezydent został obalony w wyniku zamachu stanu, który odsunął go od władzy. W 1968 Velasco znów wygrał wybory prezydenckie i po raz piąty stanął na czele Ekwadoru. Dwa lata później rozwiązał parlament i przywrócił w kraju starą konstytucję z 1946. W lutym 1972 został zmuszony do ustąpienia przez armię, która odmówiła mu dalszego poparcia.